# Marco Calabrese
Pour les articles homonymes, voir Calabrese (homonymie).
Marco Cardisco dit Marco Calabrese (Tiriolo en Calabre, v.1486 - v. 1542) est un peintre italien de l'école napolitaine qui fut actif entre 1508 et 1542.

## Biographie
Disciple de Polidoro da Caravaggio, Marco Calabrese a été influencé par Andrea Sabbatini (dit Andrea da Salerno).
Il a peint dans l'église Sant' Agostino à Aversa. 
Pietro Negroni fut de ses élèves.

## Œuvres
- Compianto Di Gesù Cristo Tra Le Marie e San Giovanni, huile sur panneau de 100 cm × 109 cm,
- L'Adoration des Mages (v. 1519), Musée Capodimonte de Naples[1]
- Madonna delle Grazie (1512), Acerno, Salerne.
- L'Annonciation, chiesa dell’Assunta à Cava dei Tirreni, Salerne
- Madonna del Popolo (1530), retable, cathédrale de Sessa Aurunca, Caserte
- Saints Pierre et Paul, retable, Salle San Lucio, Museo Diocesano, Caserte.
- Triptyque de Santa Maria di Portanova (v.1532), Naples.
- Disputa di San Agostino, Musée Capodimonte de Naples.
- La Sainte Famille avec sainte Anne, église Sant'Anna a Capuana de Naples.